# Bezzoubovo
Bezzoubovo (en russe : Беззубово) est un village de l'oblast de Moscou, en Russie. Sa population s'élevait à 202 habitants en 2005.

## Géographie
Bezzoubovo est arrosé par la rivière Desna et se trouve à 41 km au sud d'Orekhovo-Zouïevo et à 90 km au sud-est de Moscou.

## Administration
Le village de Bezzoubovo est rattaché à la commune rurale d'Ilinski Pogost (en russe : Ильинский Погост), dans le raïon d'Orekhovo-Zouïevo.